# Sia Figiel
Pour les articles homonymes, voir Figiel.
Sia Figiel, née à Matautu Tai, aux Samoa, en 1967, est une romancière, poétesse et peintre samoane contemporaine. Elle écrit en langue anglaise.

## Biographie
L'œuvre littéraire de Sia Figiel a été influencée par les chants et la poésie traditionnels qu'elle apprit en grandissant. Elle fut éduquée aux Samoa puis en Nouvelle-Zélande et aux États-Unis ; elle obtint une maîtrise à la Whitworth University (en).
Sia Figiel a dit vouloir présenter la culture samoane « d’un point de vue féminin ». Son roman Where We Once Belonged (« Là où nous appartenions jadis », traduit en français sous le titre L'île sous la lune) décrit, d'après le New Zealand Herald, « une société patriarcale marquée par de profondes disparités entre les sexes, une violence autorisée par la famille, et une identité individuelle toujours dominée par la communauté ». Dans ce roman, le personnage féminin central, Alofa, cherche à profiter de la vie avec ses amis, mais doit faire face aux valeurs traditionnelles de la société samoane.
Sia Figiel remporta la Compétition littéraire polynésienne pour sa poésie en 1994, et le Prix des écrivains du Commonwealth (catégorie fiction, région Asie du sud-est et Pacifique sud) pour L'île sous la lune en 1997.
Ses ouvrages ont été traduits en français, en allemand, en catalan, en danois, en espagnol, en suédois, en turc et en portugais.
L'île sous la lune a été adapté en pièce de théâtre par le Néo-Zélandais Dave Armstrong, et mis en scène pour la première fois en février 2008.
Le 28 mai 2024, elle est accusée du meurtre de l'universitaire et poétesse samoane Caroline Sinavaiana-Gabbard,. Début 2025, le procès est repoussé au 18 août 2025 pour permettre à l'accusation d'examiner le dossier médical de Sia Figiel, portant notamment sur sa santé mentale.

### Romans
- Where We Once Belonged (1994 ou 1996)  (ISBN 0908597274) (L'île sous la lune)
- They Who do not Grieve (1999)  (ISBN 1740510100) (Le tatouage inachevé)
- Freelove (2016) (Loihi Press)  (ISBN 978-0982253557)

### Poésie et histoires courtes
- The Girl in the Moon Circle (1996)  (ISBN 2742723722) (La petite fille dans le cercle de la lune)
- To a Young Artist in Contemplation (1998)  (ISBN 9823660050)